# Астахов, Анатолий Константинович
Анатолий Константинович Астахов (род. 25 мая 1938 года) — советский баскетболист, советский и российский баскетбольный тренер. Заслуженный мастер спорта СССР (1960).

## Биография
Родился в 1938 году в Москве. Баскетболом начал заниматься в ДЮСШ «Локомотив», у Е. П. Рябушкиной и С. И. Беляева.
В баскетболе Анатолий быстро прогрессировал и в «Локомотиве» в 17 лет уже играл за взрослую команду.
В 1957 году Анатолий по приглашению К. И. Травина оказался в ЦСКА.

## Достижения
- Обладатель Кубка европейских чемпионов (3) — 1961, 1963, 1969 + 1971 (тренер)
- Чемпион СССР (7) — 1960, 1961, 1962, 1964, 1965, 1966, 1969
- Победитель Спартакиады народов СССР (2) — 1959, 1963

## Тренерская карьера
После окончания карьеры игрока работал в ЦСКА тренером по селекционной работе. Им привлечены в ЦСКА многие выдающиеся мастера. Как тренер ЦСКА в период 1970—1980-х годов неоднократно завоевывал золотые медали чемпиона СССР.
В 1978—1984 годах — тренер мужской команды по баскетболу Группы советских войск в Германии. В 1986—1991 годах — тренер армейской команды «КОСФАП» на Мадагаскаре.
Главный тренер ЦСКА-2 (Москва) (1991—1997), тренер ЦСКА (Москва) (1997—2001). С 2001 года работает в ДЮСШ ЦСКА.